# والتر نيومان (كاتب)
والتر نيومان (بالإنجليزية: Walter Newman)‏ هو كاتب سيناريو أمريكي، ولد في 11 فبراير 1916 في نيويورك في الولايات المتحدة، وتوفي في 14 أكتوبر 1993 في شيرمان أوكس في الولايات المتحدة.

## وصلات خارجية
- والتر نيومان على موقع IMDb (الإنجليزية)
- والتر نيومان على موقع ألو سيني (الفرنسية)
- والتر نيومان على موقع أول موفي (الإنجليزية)
- والتر نيومان على موقع قاعدة بيانات الأفلام السويدية (السويدية)
- والتر نيومان على موقع قاعدة بيانات الفيلم (الإنجليزية)
- والتر نيومان على موقع كينوبويسك (الروسية)